# Магазин фантазије и научне фантастике
Магазин Фантазије и Научне Фантастике (касније познат као Фантазија и Научна Фантастика) је најпознатији Амерички магазин фантазије и научне фантастике. Први пут је издат 1949. од стране Mystery House, издавачке куће, а после тога је издаван од стране Fantasy House, издавачке куће. Обе издавачке куће су део веће под назовом Mercury Publications, Лоренца Спивака који је постао издавач овог магазина у 1958. Spilogale, Inc. издаје магазин од 2001. Од издања Април/Мај 2009, магазин се издаје два пута месечно са 256 страница по издању.

## Наслови
Почео је као Магазин Фантазије (Јесени 1949), са Антони Боучером и Џ. Францис МекКомасом као уредницима. Да обухвати читав спектар спекулативне фикције, наслов се проширио у Магазин Фантазије и Научне Фантастике са другим издањем. Магазин је са петим издањем почео да излази два пута месечно (децембар 1950). Прелазаком на амперсанд, постао је Магазин Фантазије & Научне Фантастике са шестим издањем (фебруар 1951), враћањем наслова у Магазин Фантазије и Научне Фантастике, када је почео да излази месечно са 17.издањем (октобар 1952). Амперсенд се појавио у мају 1979. године, а наслов је коначно скраћен на само Фантазија и Научна Фантастика са издањем из октобра 1987. У април / мај 2009. издању , променило се од месечног назад у двомесечно објављивање.

## 1940—1950
Средином 1940-их, МекКомас је био ко-уредник, са Рејмондом Џ. Хејлијем, писцем пионирске антологије, Авантуре у времену и простору (1946). Масивно штиво, увело је многе читаоце у научну фантастику када се појавило на полицама библиотека у послератним годинама. Боучер је писао радио приче у касним 1940-им, али је напустио радио драму 1948. године, како је објаснио Вилијаму Ф. Нолану, "углавном зато што сам много сати радио са Џ. Францис МекКомасом на стварању нечега што је убрзо постао Магазин Фантазије и Научне Фантастике. Подгили смо га са земље 1949. године и видели да се држао чврсто у 1950. то је био велики стваралачки изазов, и иако сам био укључен у многим другим пројектима, остао сам са Ф & НФ у 1958. "
У стварности, четири године је прошло док су Боучер и МекКомас покушали да покрену свој магазин фантазије и натприродних прича. Они су првобитно предложили Фреду Данају из Ellery Queen's Mystery Magazine. Данај их је препоручуо Спиваку. У јануару 1946., Боучер и МекКомас су отишли у Њујорк и састали се са Спиваком, који је предложио да сакупе садржај за тест издање. Вративши се у Калифорнију, они су поднели нацрт 11. марта 1946. године, што је резултирало споразумом августа те године.
У септембру 1947. године, Џосеф Ферман, генерални директор Mercury Publications-а, затражио је комплетан материјал за експериментално издање и да се назове Фантазије и Хорор (са под насловом Магазин Чудних и Фантастичних прича). Боучер и МекКомас су доставили то следећег месеца. Упоређивали су продају са другим часописима, Ферман је одложио објављивање. Цела година је прошла пре него што је поново активиран пројекат у фебруару 1949. године, што указује на додавање научно фантастичних прича. Три месеца касније, Ферман је дошао са новим насловом, Магазин Фантазије. На дан 6. октобра 1949. године, магазин је обљавњен у Валдорф-Асторији са Басилом Ратбоном као водитељем.
Шта Боучер и МекКомас су тежили да постигну је књижевни плато далеко изнад пулп заплета и акционих авантура који су у вези са овом жанру, а један од начина на који би постигли ово је са концентрацијом дупликата. Укидањем унутрашњих илустрација и приказивање текста у једној колони преко странице, они су дали свом магазину изглед књижевног часописа. Приче и предговоре које је Боучер написао су пажљиво израчунати да повуку читаоца у првих неколико пасуса приче, пружајући основне информације и увид. Ово је био један од више посебних карактеристика овог магазина, и неки читаоци су изабрали да апсорбују све Боучерове предговоре пре него што одлуче коју причу да прво прочитају. Нолан, у посвећености својој књизи, 3. до највеће моћи (1968), је узео у обзир Боучеров сјај у тим представљања:
У врему дебија магазина, Спивак је већ био познат као модератор-продуцент радија American Mercury Presents: Meet the Press, поред објављивања непрофитабилног Амерички Меркури магазин, 30 годишњих реиздања мистерија и профитабилне Ellery Queen's Mystery Magazine, који имао 200.000 тиража. Магазин Фантазије је лансиран у тиражу од 70.000. У интервјуу за Тајм о Ellery Queen's Mystery Magazine новов пратиоцу, Боучер је гледао напред на месечне публикације и коментарисао, "Детектив приче се улазе у ћорсокаку понављања. Научна фантастика може бити следеће велике бекство."
Боучеров стан у Берклију на адреси 2643 Дана улици служио као Ф & НФ канцеларија, а убрзо након почетка магазина је Беркли пошта позвала је да обавести Боучера да имају посебну врећу за све долазеће преписке, константан проток који је укључивао око 80 до 120 рукописа сваке недеље.
Магазин Фантазије је добио поднаслов Антологија најбољих фантастичних прича, старих и нових. То прво издање понудило је мешавину нових доприноса и дупликата. Нови приче су писали Клив Картмил, Х. Х. Холмес (псеудонимом Антона Боучера), Филип Макдоналд, Винона Маклинтик и Теодор Стурђеон. Стурђеонова прича, "Хуркле је срећна звер", касније појавио у многим антологијама. У репринт издања су од Гаја Ендора "Људи од челика" (1940), Ричарда Салеса "Персеј је имао шлем" (1938), Стјуарта Палмера "млада за ђавола" (1940), Перцавал Ландона 1908 "Турнли Аби," Оливера Ониона " 1910 "Роум" и Фиц-Џејмс О'Брајена "Изгубљена соба" (1858).
Друго издање, Магазина Фантазије и Научне Фантастике, приче су писали В. Л. Алден, Роберт Артур, Реј Бредбери, Роберт М. Коатес, Миријам Ален ДеФорд, Антони Хоп, Дејмон Кнајт, Крис Невил, Валт Шелдон и Маргарет Ст. Клер , плус сарадња са Л. Спрагу де Кампом и Флетчер Пратом. "Гунси долазе из Вурворка напоље", то издање писао је Региналд Бретнор, који је постао хумориста магазина за многа издања које долазе, допринос је прича попут "Буг-Гетера."
Треће издање увело је 23-годишњег Ричарда Матесона, који је начинио неизбрисив утисак на читаоце са "Рођен од мушкарца и жене", што је његова прва објављена прича.
Боучер и МекКомас почели су своју колумну "Препоручено Читање" у другом издању, оба уредника су радили на прегледима. После августа, 1954. најављено је да МекКомас одлази из магазина да путује и пише, Боучер је преузео као једини који прегледа до свог одласка у 1958.
Када је почео 1949. године, магазин је био квартални до издања јесен 1950. Учесталост објављивања повећао на двомесечни у децембру 1950. године и на месечни 1952. године.

## 1990—2000
Од 1991. до 2008. године било 11 издања сваке године (укључујући дуже издање "годишње дупло издање" сваког октобра). У јануару 2009. године, издавач-уредник Гордон ван Гелдер је најавио да ће од априла магазин смањити трошкове поштарине тако што ће се пребацити на месечне публикације дуплих издања, са нето губитком од 10% садржаја. "На крају, правимо отприлике исти новац од електронског претплате као из штампе", написао је Ван Гелдер 7. марта 2009. године.
У јануару 2015. године, Чарлс Колман Финлеј проглашен је за 9. уредника магазина.

## Тираж
Месечни тираж у 2011. години био је 14,462. 2011-те демографија читалаца: 61% мушкараца, 39% жене, 52% старости 26-45, 23% 46-55, 93% су похађали факултет, 28% имају постдипломски степен.

## Хронологија уредника
- Џ. Францис МекКомац, Јесен 1949 – Август 1954
- Антони Боучер, Јесен 1949 – Август 1958
- Сирил М. Корнблут, 1958[1]
- Вилијам Тен, 1958[2]
- Роберт П. Милс, Семптембар 1958 – Март 1962
- Аврам Давинсон, Април 1962 – Новембар 1964
- Џосеф В. Ферман, Децембар 1964 – Децембар 1965 (надгледао је свог сина, Едварда Фермана, који је у ствари био прави уредник)
- Едвард Л. Ферман, Јануар 1966 – Јун 1991
- Кристин Катрин Расч, Јул 1991 – Мај 1997
- Гордон Ван Гелдер, Јун 1997 – Јануар 2015
- Чарлс Колеман Финлеј, Март 2015 – данас

## Колумне и одлике
Роберт Блоч написао је значајан низ есеја о 1950. Након МекКомаса и Боучера и других критичара, укључујући Алфреда Бестера, Дејмона Кнајта, Аврама Давидсона, Џудит Мерила, Џамес Блиша, Џоан Раса, Алгис Будриса, Џон Клутеа, Орсон Скот Карда,Чарлса де Линта,Елизабет Ханде и Мешел Весте. Чарлс Бомон, Баирд Сеарлес, Харлан Елисон, Кати Мај и Луције Шепард су покривали филм и сличне медије са, кратко, Вилијам Морисоном који прегледа уживо позориште.
Ајзак Асимов је писао научну колумну за магазин која је трајала 399 месечних издања без прекида, од новембра 1958. до фебруара 1992. године, завршавајући се два месеца пре његове смрти, у то време је био у тако лошем здрављу, да је диктирао завршни есеј својој супрузи Џенет Асимов. Теодор Л. Томас, Грегори Бенфорд и Пат Марфи су такође допринели научној колумни. Чарлс Плат је допринео интервјуе и есеје на теоријску фикцију. Разни аутори су истакли књижевне необичности у колумни "занимљивости". Редовна одлика духовитим цитаоцима "такмичења" су прикупљени од стране Ед Фермана у антологији Ја, Робот. Низ шаги дог прича познатих као "фегхутс", аутора Реџиналд Бретнора под његовим анаграматичним псеудонимом Грендел Бриартон, који је био у магазину од 1956. до 1973. године са серијом под називом "кроз простор и време са Фердинандом Фегхутом".

## Илустрације насловница
У 1950-51 уметнички директор магазина Џорџ Салтер насликао је готово све насловне стране помоћу маштовитог, нереалистичног приступа. Два изузетка су астрономске слике нацртане од стране Чеслеј Бонестела за децембар 1950 и Август 1951 издања. Салтер и Бонестел су се придружили у 1952. са Ед Емшвилером, који је постао, кроз три деценије, најплоднији уметник насловница.
Са сликом Џорџа Гибонса на издању из августа 1952. године, Ф & НФ увела је насловницу на обе стране, који су користили Ханес Бук за њихову илустрацију Роџер Зелазни "Ружа за Проповедника" (новембар 1963). Из Другог светског рата, војни и поморски уметник Џек Когинс, илуструје четири Ф & НФ насловнице у 1953-54, такође је радио насловнице за Галаксија Научне Фантастике и Узбудљиве Чудесне Приче током истог периода.
Првих десет илустратора Ф & НФ-а рангирани су по броју слика (до априла 2005. године) били су: Ед Емшвилер (70), Рон Валотски (60), Дејвид А. Харди (56), Чеслеј Бонестел (42) Мел Хантер (32), Баркли Шо (24), Џил Бауман (23), Џек Гаугхан (21), Кент Баш (17) и Брин Барнард (14).
За разлику од, Вентур Научна Фантастика Магазина, Магазин Фантазија & Научна Фантастика нису користили унутрашње илустрација приче, осим 14 у издања (април-октобар 1954. године, септембар-децембар 1956, септембар 1957 и април-мај 1959). Ове унутрашње илустрације су радили Емшвилер, Кели Фреас и други.
Међутим, повремено су користили карикатуре као допуна на последњој страни приче. Гахан Вилсон је цтрао цртани филм на сваком издању за више од 15 година. Сидни Харис је такође чест сарадник, што је изазвало Будрисов коментар, "Харис је другачији. Харис се игра са науком и технологијом ... а он је смешан."
Fantasy Records, почела је 1949. године, а прва филијала ове издавачке џез куће била је, формирана је 1951. године, Galaxy Records. Ове две куће су оваке названа у част Ф & НФ и Галакси Научне Фантастике. Еурека Године, историју и антологије фикције и преписку из првих година Ф & НФ, чини тврдњу да је Џорџ Салтеров први лого за магазин имитиран од стране Circle Record Company за њиховог лого Fantasy Records-а. Међутим, рани Fantasy Records логотип, заправо носи мало сличности са Салтером калиграфијом.

## Значајни аутори и приче
- Томас М. Дисча на крилима Сонга је био први фантазија или НФ серијски магазин који је номинован за америчку књижевну награду. Дисчев "Храбри мали Тостер" постао је Hyperion Pictures анимирани филм 1987. године.
- "Јефти је Пет" и "Мртва Птица" од Харлан Елисона. Он је такође допринео поред редовних филм колумна и многе од његових најбољих прича у магазину.
- Ховард Фаст "Продавница на Марсу"
- Роберт А. Хеинлеина Трупери звезданих бродова, октобар, новембар 1959, серијализован је као "Војници звезданих бродова".
- Ширли Џаксон "Један Обичан дан, са кикирикијем".
- Данијела Киза Цвеће за Алџернона. Је Хуго награђивана прича која је прерасла у роман који је адаптиран у радио, ТВ, фазе и филмове, посебно филм Чарли (1968).
- Стивена Кинга Мрачна кула кратка прича коју су чиниле први том, почевши од "Гунслингер" (октобар, 1978).
- Фритз Леибер је "Срећу се у Ланкхмару" освојио је Небула награду за најбољу новелу 1970 и Хуго награду за најбољи новелу (1970) 1971.
- Кантикле за Леибовитза од Валтера М. Милера, млађег .. Новеле су укључене у роману и касније адаптиран у НПР радио драме.
- Курт Вонегут "Харисон Бергерон"

## Специјална издања аутора
Ф & НФ окупио је више од десетак посебних издања посвећених једном аутору, почевши од посебног издања Теодор Стурџеона (септембар 1962), затим Реј Брадбури (мај 1963), Ајзак Асимов (октобар 1966), Фритз Леибер (јул 1969), Пол Андерсон (април 1971), Џејмс Блиш (април 1972), Фредерик Похл (септембар 1973), Роберт Силверберг (април 1974), Дејмон Кнајт (новембар 1976), Харлан Елисон (јула 1977), Стивен Кинг (децембар 1990), Луције Шепард (март 2001), Кејт Вилхелм (септембар 2001), Бери Н. Малзберг (јун 2003) и Гене Волф (април 2007).

## Антологије
1952. године, Боучер и МекКомас почели су своје годишње антологијско издање са тврдим корицама, Најбоље из Фантазије и Научне Фантастике. У почетку их је објављивао Литл Браун, затим се серија сели у Доубледај у 1954. Ејс објављује касније папирна издања. После прве три у низу МекКомас је одустао, остављајући Боучера као јединог уредника. На крају, серија се није објављивала на годишњем нивоу, већ уместо тога се појављивала нередовно. У скорије време, књиге су теме антологије, уредник је Гордон Ван Гелдер. Раније је Ед Ферман ко-уређивао Најбоље Хорор Приче из Фантазе и Научне Фантастике са Аном Деверок Џордан током његовог мандата као уредник. У 2009. години, ван Гелдер саставио је Најбоље од Фантазије & Научне Фантастике: Шеснаеста Годишња Антологија, укључујући и приче из Ф & НФ издања, почев од 1951 (Алфреда Бестера "време и трећа Авенија") до 2007. године ("трговац и капија Алхемичара" од Теда Чанга).

## Тренутно особље
- Гордон Ван Гелдер, уредник, Јун 1997 – Јануар 2015; издавач, 2001 – данас
- Чарлс Колман Финлеј, уредник, Јануар 2015  – данас
- Барбара Џ. Нортон, помоћни издавач, 2001 – данас
- Кејт Кахла, помоћни издавач, 2001 – данас
- Робин О'Конор, помоћни уредник, 1990 – данас
- Стефан Мазур, помоћни уредник, 2010 – данас
- Скот Полхемус, помоћник редакције, 2012 – данас
- Ана Вил, помоћник редакције, Јун 2015 – данас
- Харлан Елисон, уредник филма, 1990 – данас
- Керол Пинчевски, уредник такмичења, 2004 – данас
- Ребека Френч, претплате и маркетинг, 2010 – данас